# Jules Itier
Pour les articles homonymes, voir Itier.

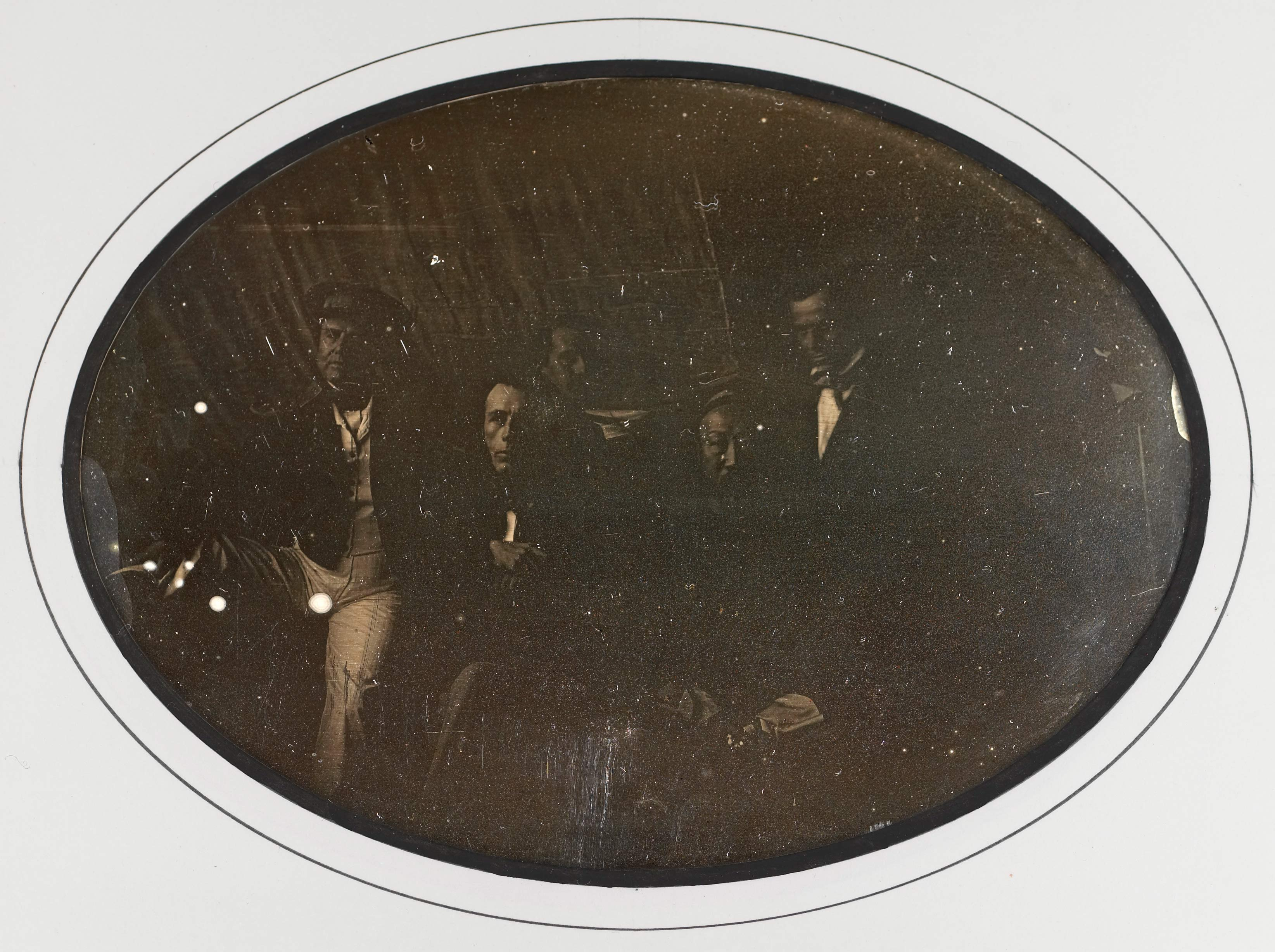
Daguerréotype lors de la signature du traité de Huangpu le 24 octobre 1844, à l'arrière du bateau à vapeur l'Archiméde : à gauche, le contre-amiral Cécille en uniforme, au centre Théodose de Lagrené, Keying et Mr de Ferrière, à droite l'interprète Joseph-Marie Callery.

Jules Alphonse Eugène Itier, né le 8 avril 1802 à Paris et mort le 13 octobre 1877 à Montpellier, est un inspecteur des douanes et photographe amateur français. En 1842 et 1843, il voyage au Sénégal, en Guadeloupe et en Inde, où il réalise un certain nombre de daguerréotypes précoces. En 1844, il accompagne Théodose de Lagrené dans son voyage en Chine pour conclure un traité commercial et réalise des photographies ; ses daguerréotypes sont les premières photographies conservées de la Chine.

## Biographie
Jules Itier vient d'une famille originaire de Serres, dans les Hautes-Alpes ; fils de Jean Joseph Paul Itier, négociant banquier, commandant du 5e bataillon des Hautes-Alpes au siège de Toulon en 1793, et de Zoë Dubois, il naît à Paris, le 8 avril 1802.
Il commence ses études au lycée Napoléon en 1809 et les termine au collège royal de Marseille (l'actuel lycée Thiers) en 1819. Il entre cette même année dans les douanes, sous les auspices de son oncle Dubois-Aymé (1779-1846), directeur de cette administration à Marseille (scientifique, membre de l’expédition d’Égypte). Il est nommé commis en 1821, inspecteur en 1830 et exerce ses fonctions à Marseille, Lorient, Marennes, Oloron, Olette et Belley au cœur du Jura. Il s'intéresse aux sciences dans les années 1830-1840 et devient daguerréotypiste amateur.
Il est élu le 18 juin 1841 à l'Académie des sciences, belles-lettres et arts de Savoie, avec pour titre académique Correspondant. Par la suite il deviendra aussi membre de l'Académie des sciences et lettres de Montpellier entre 1855 et 1858.
En 1842, il est placé hors cadre et envoyé en mission au Sénégal, à la Guyane et aux Antilles françaises. Le 15 novembre 1842, Jules Itier quitte Paris par la malle poste à destination de Brest. Il emporte dans ses bagages du matériel daguerrien et le traité de daguerréotypie de Marc Antoine Gaudin, l'ensemble lui ayant été livré personnellement par Gaudin lui-même. Son objectif est en effet de profiter de ses moments de loisir pour mettre en œuvre le procédé de Daguerre. Ainsi ses photographies font partie des toutes premières de l’Afrique de l’Ouest. Il photographie aussi bien les bâtiments que les populations tel un reporter.

À son retour, il est nommé chef de la mission commerciale dans la Chine, les Indes et l’Océanie, dans le cadre de l’ambassade de Théodose de Lagrené, envoyé de 1843 à 1846 par Louis-Philippe Ier pour négocier "un traité commercial de dix mille ans entre la Chine et la France", le traité de Huangpu ; Itier en rapporte une série de photographies prises le jour de la signature du traité, le 24 octobre 1844. Un témoin, Charles Lavollé, raconte : 
«  Les mandarins se prêtèrent volontiers à la pose qu’il fallut exiger d’eux. Le soleil était très favorable, mais le tangage, opposait à la netteté du dessin un obstacle presque insurmontable. On essaya pourtant. La seconde épreuve donna un résultat très convenable et les Chinois demeurèrent stupéfaits devant cette reproduction fidèle et rapide, dont ils ne pouvaient s’expliquer le secret.  »
Au cours de son voyage il visite entre autres Saint-Louis du Sénégal, le Brésil, Bornéo, Manille, Singapour, Macao, Canton, les Philippines, Mindanao, Soulou, Basilan, Java, Bornéo, la Cochinchine, Ceylan, les Indes (Colombo).
Revenant par Aden et la mer Rouge, il parcourt la Haute-Égypte, remonte le Nil du Caire à Assouan jusqu'à Philae. Il traverse les déserts de Libye et rentre en France par Alexandrie. Il rapporte ainsi de nombreux daguerréotypes, dont une série de portraits, de monuments et de paysages.
De ses voyages, il rapporte aussi de nombreuses observations d’histoire naturelle et d’ethnographie. Il fait connaître des produits inédits ou peu connus, tels le gutta-percha, le caoutchouc, le fuccus saccharinus, le pyrethrum caucasium, le gambier, le sorgho et certains procédés chinois de céramique.
Il visite l’Angleterre, l’Italie, l’Espagne, le Portugal et est chargé au cours de ces voyages de reconnaître des placers aurifères.
À son retour de mission, il est nommé en 1846 inspecteur principal à Marseille. Cette même année, il épouse à Grenoble Henriette de Brémond, fille du général Dominique de Brémond .
En 1848, il est nommé directeur des douanes à Montpellier et en 1853 receveur principal à Marseille. Il est élu conseiller général des Hautes-Alpes de 1848 à 1858 pour le canton de Serres
Sur sa demande, il est admis à la retraite en 1857 et se fixe à Montpellier. De 1868 à 1871 il est élu conseiller général des Hautes-Alpes pour le canton de Rosans et président du conseil général des Hautes-Alpes.
Il est fait chevalier de la Légion d'honneur en 1843, officier en 1846, chevalier de l'ordre des Saints-Maurice-et-Lazare en 1857.
Il meurt  à Montpellier le 13 octobre 1877 et est inhumé à Serres dans les Hautes-Alpes.

## Collections
- Musée français de la photographie, Bièvres[4]
- Getty Center, Los Angeles[5]
- Musée Carnavalet, Paris
- Musée d'Orsay, Paris.

## Expositions
- 1991 : Globe-trotter et reporter : Jules Itier, 1842-1846, Musée des douanes, Bordeaux[6].

- 14 - 17 novembre 2012 : Jules Itier, premières photographies de la Chine, 1844, Centre culturel de Chine, Paris, en partenariat avec le Musée français de la photographie, Bièvres[7],[8].

puis : Théâtre de l'Agora, Évry ; propriété Caillebotte, Yerres, 2014.

## Galerie

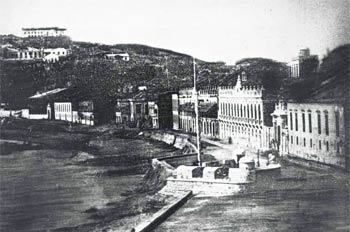
Vue de Macao, 1844.
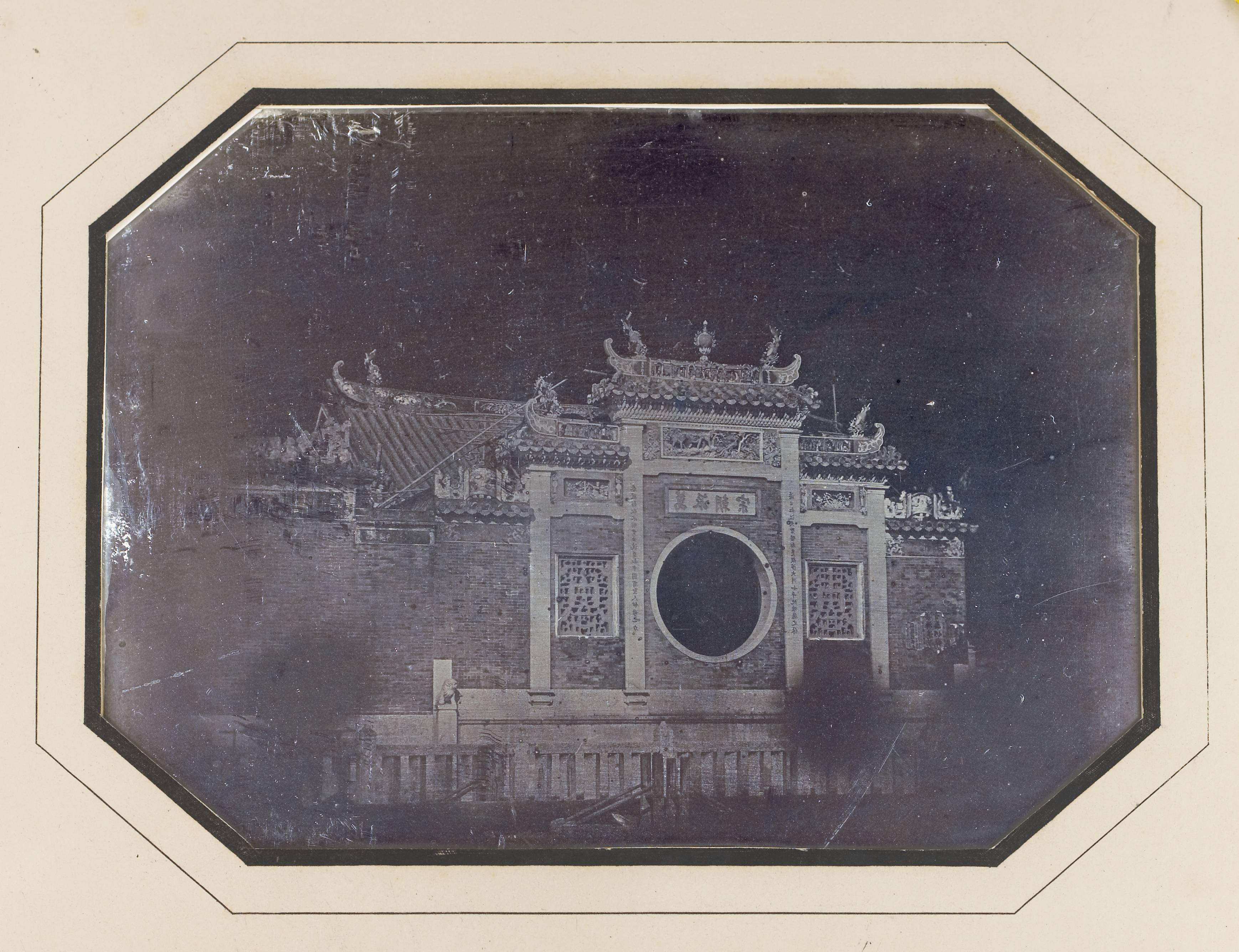
Temple d'A-Ma à Macao, 1844.
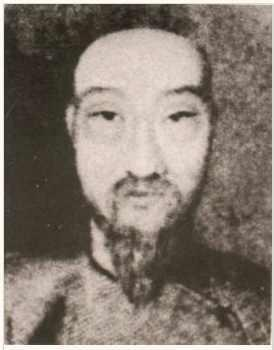
Keying, négociateur lors du traité de Huangpu, 1844.
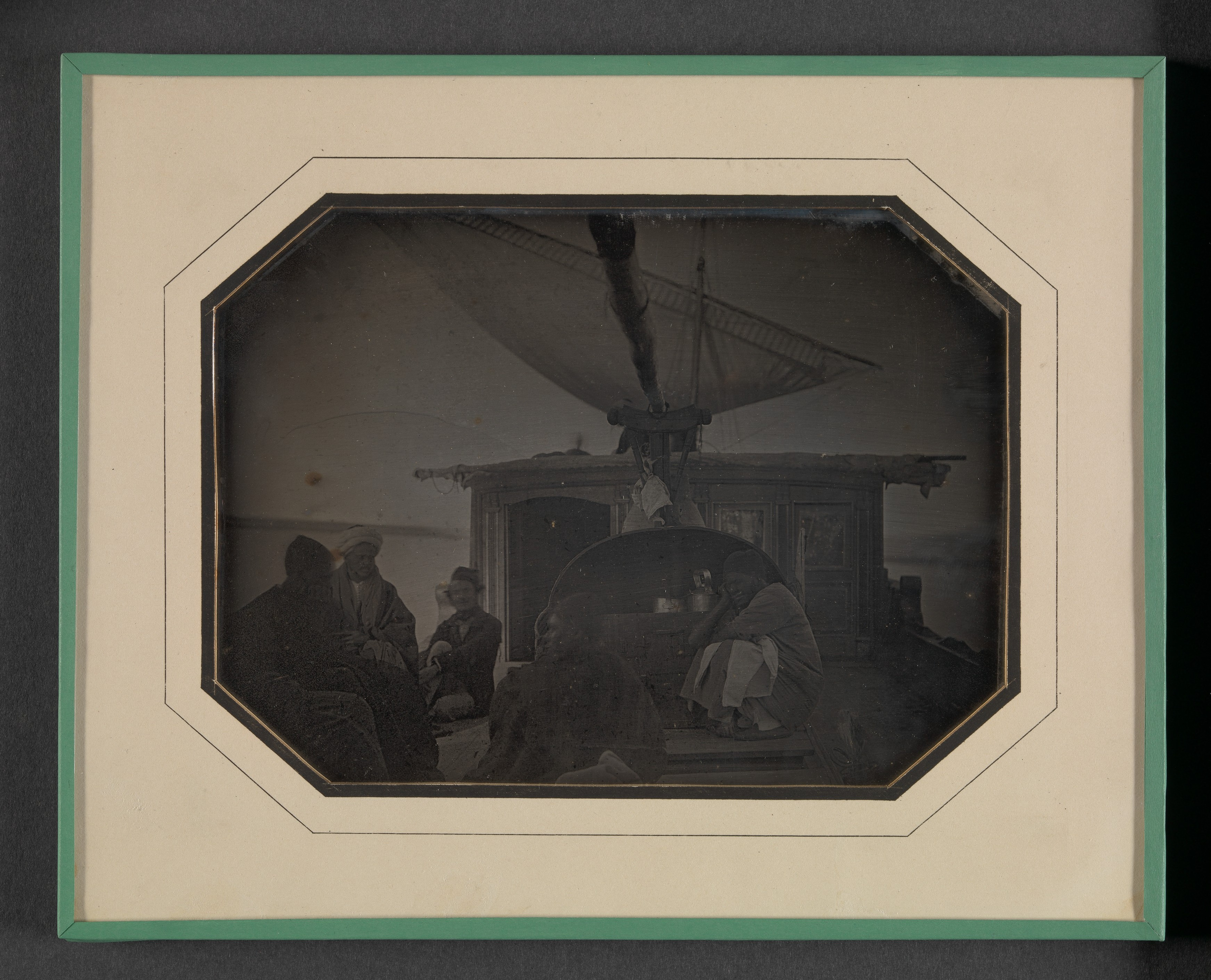
Passagers dans une cange sur le Nil, 1845-1846.

## Publications
Jules Itier est membre actif de plusieurs sociétés savantes françaises, dont la Société polymathique du Morbihan en 1827, l'Académie des sciences, belles-lettres et arts de Savoie en 1841, l'Académie des sciences et lettres de Montpellier en 1855, l'Académie de Marseille en 1859, l'Académie de Marseille en 1865 ; plusieurs lui ont décerné des médailles pour récompense de ses travaux et découvertes. En tant que savant, il est surtout géologue et agronome.
Il a publié :  	
1. Mémoire sur les roches asphaltiques du Jura, 1839.
2. Lettre à M. Gras sur l’électroplastique et les propriétés électriques du charbon, 1841.
3. Notice géologique sur la formation néocomienne dans le département de l'Ain et sur son étendue en Europe, Lyon, L. Boitel, 1842, 31 p. (Lire en ligne).
4. Notes statistiques sur la Guyane française, Paris, Imprimerie royale, 1844, 110 p. (Lire en ligne).
5. Notes pour servir à une description de Java, 1844.
6. Fragment d’un d'un journal de voyage aux Philippines, Paris, Bourgogne et Martinet, 1846, 27 p. (tiré-à-part du Bulletin de la Société de géographie, juin 1846).
7. Du commerce français à la côte occidentale d’Afrique, 1847.
8. Du commerce français en Chine, 1847.
9. Note sur diverses plantes alimentaires de Java, 1847.
10. Note sur deux plantes textiles de la Chine, 1847.
11. Note sur quelques produits de l’industrie chinoise, 1847.
12. Journal d’un voyage en Chine, Paris, Dauvin et Fontaine, 1848 et 1853, 3 vol. (Vol. 1 en ligne) ; (Vol. 2 en ligne) ; (Vol.3 en ligne).
13. De la Chine considérée au point de vue du débouché qu'elle peut offrir à l'industrie viticole, Montpellier, P. Grollier, 1849, 28 p. (tiré-à-part du Bulletin de la Société d'agriculture de l'Hérault, mai-juillet 1848).
14. Des avantages de l’irrigation souterraine, 1849.
15. Rapport sur le soufrage de la vigne, 1851.
16. De la naturalisation en France et en Algérie de plusieurs plantes textiles originaires de la Chine, Montpellier, P. Grollier, 1851 (tiré-à-part du Bulletin de la Société d'agriculture de l'Hérault, avril-juin 1850) (Lire en ligne).
17. « De la Constitution géologique du département de l'Ain », Annales de la Société impériale d'agriculture, d'histoire naturelle et des arts utiles de Lyon, 1855.
18. Du sorgho sucré ("Holcus saccharatus"), kao-lien de la province de Kwang-Tong (Chine), Avignon, Caillat-Belhomme, 1857, 15 p.
19. Note sur la fabrication du fromage de Roquefort et sur le régime des troupeaux du Larzac (Aveyron), Marseille, Barlatier-Feissat et Demonchy, 1859, 11 p. (Lire en ligne).
20. De la civilisation de la Chine et de son avenir, Marseille, veuve Marius Olive, 1860 (Lire en ligne).
21. Instruction pratique aux cultivateurs provençaux sur le soufrage pour combattre la maladie de la vigne, Marseille, Barlatier-Feissat et Demonchy, 1861 (tiré-à-part du Bulletin de la Société départementale d'agriculture des Bouches-du-Rhône).
22. Note sur l’emploi du soufre plâtré contre les maladies de la vigne 1862
23. Chemin de fer du versant français des Alpes à Marseille, Marseille, J. Barile, 1862, 16 p.
24. Question de Marine, Marseille, J. Barile, 1862, 51 p.
25. De la douane en France, ce qu'elle doit être, Paris, Guillaumin et Cie, 1867 (tiré-à-part du Journal des économistes, 15 février 1867).
26. Des forêts pétrifiées de l'Égypte et de la Libye et du rôle qu'ont joué les eaux minérales dans les formations géologiques postérieures aux dépôts des terrains tertiaires, Montpellier, J. Martel aîné, 1874, 23 p.